# Phil Naro
Phillip Sampognaro (Rochester, Nueva York, 13 de marzo de 1958 - 3 de mayo de 2021) más conocido como Phil Naro, fue un cantante, compositor, productor discográfico y guitarrista estadounidense, reconocido por su participación en las bandas de hard rock Talas, Chain Reaction y Coney Hatch. Recibió un premio Daytime Entertainmnet Emmy como cantante del tema central de la serie de televisión juvenil 6Teen.

## Biografía

### Carrera musical
Naro inició su carrera como cantante en la década de 1970 en algunas bandas escolares. En 1979 se mudó a Toronto para unirse a la agrupación canadiense Chain Reaction, con la que grabó los álbumes X-Rated Dream 1 y X-Rated Dream 2. A su regreso a los Estados Unidos se unió a la banda de hard rock Talas, comandada por el virtuoso bajista Billy Sheehan. Cuando David Lee Roth abandonó la formación de Van Halen a mediados de la década de 1980, decidió formar una banda en solitario y contrató a Sheehan como su bajista, lo que llevó a la separación de Talas. Naro regresó entonces a Canadá, donde se convirtió en el cantante de la banda Coney Hatch en reemplazo de James LaBrie, vocalista que se haría muy popular por su trabajo con el grupo de metal progresivo Dream Theater.
El productor Eddie Kramer se puso en contacto con Naro a comienzos de la década de 1990 y lo invitó a participar como vocalista de la nueva banda en solitario de Peter Criss, baterista original de Kiss. Como resultado de estas sesiones, las canciones "Blue Moon Over Brooklyn" y "Bad People" con Naro como cantante fueron incluidas en el disco de Criss Cat #1. A partir de entonces, el músico registra una gran cantidad de colaboraciones y apariciones en bandas y artistas como Lee Aaron, John Rogers, DDrive, Druckfarben y King Friday, además de grabar algunos discos en calidad de solista. En agosto de 2020, Billy Sheehan informó que un nuevo álbum de estudio de Talas se encontraba en proceso, y que contaría con Naro como vocalista.

### Problemas de salud y fallecimiento
Naro debió someterse a una cirugía para extraer un tumor maligno de su cuello, diagnosticado en 2013. Tras el procedimiento, el músico logró controlar su enfermedad mediante diversas terapias alternativas. En 2020 manifestó en una entrevista con IHeartRadio que nuevamente se encontraba lidiando con cáncer de lengua y que estaba recibiendo un tratamiento de quimioterapia.
El músico falleció el 3 de mayo de 2021 a causa de la enfermedad.